# Luuska
Luuska es una aldea del municipio de Võru, situado en el condado de Võru, Estonia. Según el censo de 2021, tiene una población de 6 habitantes.